# Égersis
La égersis, (del griego ἐγέρσις, "resurrección", y del verbo ἐγείρω, "despertar", "llamar", "excitar") era un ritual de resurrección del dios de la fecundidad y la renovación Melqart.

## Melqart - Heracles
El historiador Flavio Josefo del siglo I, en sus obras Antigüedades judías y Contra Apión, registra que el rey Hiram I de Tiro del siglo X a. C. construyó nuevos templos para Melqart y la diosa Astarté en su ciudad y celebró por primera vez el ritual de la resurrección de la égersis, en el mes de peritios (febrero-marzo). Durante este ritual anual, el dios moría, probablemente quemado en la hoguera, para más tarde ser despertado, tal vez mediante una hierogamia con la diosa. En estas ceremonias, el rey de Tiro probablemente desempeñaba el papel de Melqart y una sacerdotisa hacía el papel de la Astarté.
En Chipre está atestiguado un título ritual aplicado a ciudadanos importantes, seguramente en conexión con la égersis de Melqart: 'El que hace despertar al dios, compañero de Astarté'. Como en el mundo griego, Melqart fue identificado con Heracles, se han encontrado inscripciones donde esta representación es traducida como la 'égersis de Heracles'. En un vaso, presumiblemente de Sidón, hay una probable representación iconográfica de los principales momentos de la égersis de Melqart. En el monte Eta en la Grecia Central se conoce también una fiesta de la égersis de Heracles, celebrada en enero.
Estos rituales llegaron al extremo occidental del Mediterráneo, a Gadir (España), donde estaba enclavado el segundo santuario en importancia dedicado a Melqart, y donde se encontraban reliquias del dios, sus huesos, según Pomponio Mela. Allí acudían los navegantes a rendir culto a Heracles en el denominado Heraklion, por la gracia de haber completado la navegación. Pero no solo los navegantes iban al templo a solicitar las súplicas, sino que también personalidades como Aníbal o Julio César visitaron el lugar para solicitar su bendición a las campañas bélicas.

## Teología cristiana
En la teología cristiana es un sustituto de 'resurrección'. La palabra egersis aparece solo una vez en el Nuevo Testamento en Mateo 27:53. 'Egeiro', una forma de la misma palabra y significado, aparece unas pocas veces en el Nuevo Testamento, tanto en Mateo como en Lucas. Sin embargo, ha existido cierto debate académico en cuanto a la interpretación exegética de égersis con respecto a la resurrección cristiana.

## Medicina
En terminología médica, es un estado extremo de vigilia alerta, a menudo utilizado en el contexto del insomnio. 